# Laax Open
Das Laax Open ist ein Freestyle-Wettbewerb im Schweizer Skigebiet Flims-Laax-Falera, der üblicherweise im Januar stattfindet.

## Geschichte
In Laax finden seit den 80er Jahren internationale Wettbewerbe statt. Vor über 30 Jahren wurde die erste Pipe in Laax gebaut. Von 2001 bis 2004 hieß der Wettbewerb „UBS Halfpipe Take Off“ und von 2004 bis 2016 „Burton European Open“. Seit 2016 trägt der Wettbewerb den Namen Laax Open. Bis 2022 fanden lediglich die Snowboard-Wettbewerbe Slopestyle und Halfpipe statt. Seit 2023 wird auch ein Freeski Slopestyle ausgetragen.

## Gewinner
Quelle

### Snowboard Slopestyle
| Jahr | Herren             | Herren             | Damen                | Damen              |
| Jahr | Name               | Nationalität       | Name                 | Nationalität       |
| ---- | ------------------ | ------------------ | -------------------- | ------------------ |
| 2017 | Max Parrot         | Kanada             | Enni Rukajarvi       | Finnland           |
| 2018 | Nicht ausgetragen  | Nicht ausgetragen  | Nicht ausgetragen    | Nicht ausgetragen  |
| 2019 | Chris Corning      | Vereinigte Staaten | Silje Norendal       | Norwegen           |
| 2020 | Sébastient Toutant | Kanada             | Julia Marino         | Vereinigte Staaten |
| 2021 | Niklas Mattson     | Schweden           | Jamie Anderson       | Vereinigte Staaten |
| 2022 | Sean Fitzsimons    | Vereinigte Staaten | Tess Coady           | Australien         |
| 2023 | Markus Kleveland   | Norwegen           | Sadowski Synnott Zoi | Neuseeland         |

### Ski Slopestyle
| Jahr | Herren         | Herren       | Damen        | Damen        |
| ---- | -------------- | ------------ | ------------ | ------------ |
| Jahr | Name           | Nationalität | Name         | Nationalität |
| 2023 | Andri Ragettli | Schweiz      | Johanne Kili | Norwegen     |

### Snowboard Halfpipe
| Jahr | Herren              | Herren             | Damen             | Damen               |
| Jahr | Name                | Nationalität       | Name              | Nationalität        |
| ---- | ------------------- | ------------------ | ----------------- | ------------------- |
| 2017 | Chase Josey         | Vereinigte Staaten | Chloe Kim         | Vereinigte Staaten  |
| 2018 | Iouri Podlatschikov | Schweiz            | Liu Jiayu         | Volksrepublik China |
| 2019 | Scotty James        | Australien         | Chloe Kim         | Vereinigte Staaten  |
| 2020 | Scotty James        | Australien         | Queralt Castellet | Spanien             |
| 2021 | Yuto Totsuka        | Japan              | Chloe Kim         | Vereinigte Staaten  |
| 2022 | Ayumu Hirano        | Japan              | Chloe Kim         | Vereinigte Staaten  |
| 2023 | Ruka Hirano         | Japan              | Ono Mitsuki       | Japan               |